# K’inich K’uk’ Bahlam II
K’inich K'uk’ Bahlam II znany też jako Bahlum K’uk’ II lub Mahk’ina Kuk – majański władca miasta Palenque i następca K’inich Kan Bahlama III. Prawdopodobnie panował w latach 764-783.
Był synem K’inich Ahkal Mo’ Nahba III i Men Nik. Na tron wstąpił 4 marca 764 roku, ale szczegóły jego panowania pozostają nieznane. Wiadomo, że odpowiada za kilka projektów budowlanych, w tym modyfikację wnętrza królewskiego pałacu i wieży wzniesionej przez jego ojca. Odpowiada też za stworzenie kamiennego panelu z 96 glifami opisującego m.in. chronologię Palenque oraz ceremonię uświetniającą koniec k’atunu w 783 roku. Sam panel powstał z okazji dwudziestej rocznicy rządów władcy i jest uznawany za jedno z arcydzieł klasycznego majańskiego rzeźbiarstwa.
Władca zmarł przypuszczalnie ok. 783 roku.